# Миколай Ніщицький
Миколай Ніщицький гербу Правдич (пом. перед 22 грудня 1542) — шляхтич, дипломат, державний діяч, магнат часу Королівства Яґеллонів.

## Життєпис
Син воєводи белзького Анджея Ніщицького-Радзановського та його дружини Ядвіги Опоровської гербу Сулима. Брат плоцького воєводи Станіслава.
16 квітня 1519 року отримав від кроля Сигізмунда І Старого за позичені батьком 2300 злотих польських в заставу маєтки Плоцького староства (Плоцьк, Бєльско, села Вілково, Дарнюв, Хевпово, Драґонь, Повсіно, Трошино, бровар в Чеканові). Може, судовим старостою плоцьким був призначений раніше (мав посаду 25 листопада 1518). Під час війни з тевтонцями перебував на сторожі в замку Плоцька. 1521 став сєрпським кастеляном. 12 березня 1538 року отримав нову посаду — Белзький воєвода, яку хотів отримати ще з 1534 за підтримки королеви Бони, Анджея Кшицького.

## Власність
1532 провів поділ спадку батька, отримав разом з братом Станіславом, зокрема: Радзаново, Сребрна, Жуково (Плоцька земля); місто Угнів, села Вербичі, Мости, Корня, Махнів, Конвичі, Новосілки, Тарношин, Гульгів (Уликів), Нове Село коло Угнева, Василів, «Сємно», «Обіїв».

### Сім'я
Дружина — Катажина Брудзєвська, донька ленчицького воєводи Яна Яранда. За даними Каспера Несецького, мав 4 доньки. (одна з них — одружена з Сененським).